# クロバラノワルキューレ
『クロバラノワルキューレ』（Black Rose Valkyrie、国外版タイトル：Dark Rose Valkyrie）は、コンパイルハートより2016年7月21日に発売されたPlayStation 4用ゲームソフト。2018年4月11日にSteam版が配信された。

## 概要
コンパイルハート・アイディアファクトリー・Idea Factory Internationalの3社協業による新ブランド「IDEA FACTORY INTERNATIONAL」の第1弾タイトル。キャラクターデザインは藤島康介、シナリオは実弥島巧が担当する。
ジャンルはRPGであるが、隕石によってもたらされたウイルスに感染したことによって変異した「裏切者」を探し出す、いわゆる人狼ゲームの要素も取り入れられている。

## ストーリー
落下した隕石に付着していたウイルスにより、人類は未曽有の危機に直面した。「キメラウイルス」に感染した者は人間を超えた怪物「キメラ」になってしまう。このウイルスによって全人類の3%が感染・死亡するという深刻な被害が発生していた。特に男性の感染力が高く、男女の比率が大幅に偏っている。
これに危機を覚えた国は「鎖国」によって感染を防ごうとする。そして国防自衛軍の特殊部隊「ACID」（Anti Chimera intercept Division）はワルキューレ部隊を発足させる。

## システム

### メイン
概要
ゲーム内容としては、同社のゲーム「オメガクインテット」をベースに同じくネプテューヌシリーズやフェアリーフェンサーエフの要素を多少組み込んでブラッシュアップした形となっている。また、オメガクインテットで問題となっていたであろう所はかなり手が入れられている。
本作固有の特色としては時間の概念・武器の改修などがある。
クエストなどでは「勲章」が増加し、それを消費することで貴重品を入手可能なほか、後述する「面談」である意味影響する。
時間
本作では、フィールドを移動したり戦闘を行うことで時間が経過するようになっており、画面左上のゲージが左から右に移動しきるまでが昼、右から左に移動しきるまでが夜となる。
昼と夜とでは出現する敵が異なる他、同じ敵であっても昼に比べると多少強力になっている。
ダンジョン内では移動によって時間は経過せず、戦闘によって発生した時間経過はダンジョンから出た時にまとめて加算される。この時の経過時間の累積上限はなく、夜から次の日の夜に移行する場合もある。
時間以外にも5段階の月齢が存在しており、これが満月または新月の場合、レアな敵が特定の場所で出現するようになる。
メインイベントが発生するダンジョンなどではイベントをクリアするまで時間が昼/夜に固定されている場合がある。この場合、その時間まで強制的に進行してしまうため、可能な限りその時間帯に突入するべきである。この場合、大抵は夜固定である。
本作のクエストでは早期達成ボーナスが存在しており、既定日数以内にクリアできれば獲得できる戦果・勲章・PP(後述)にボーナスがかかる。
フィールドアクション
本作では、概ね開錠・破壊・探知の3つのアクションにレベルが存在しており、適用するには特定レベルまで上げる必要がある場合がある。
開錠はフィールドに置かれたアイテムを入手したり扉を開けたりなどを行う。扉の開錠は鍵がかかっている場合はアイテムを使用する。なお、アイテムはストーリー進行やクエストのクリアによって追加で出現する場合がある。
破壊は主に輪郭の線が白くなっているオブジェクトに対して□ボタンを押すことで除去を行う。なお、破壊対象は置物だけでなく壁の場合がある。
探知はフィールドで行われるアクションで、×ボタンを押すことで周囲に存在する隠しアイテムを見つけ出す。発見自体にレベルは関係ないが、探知したアイテムを入手するのには規定レベルが必要。なお、ダンジョン内でも隠しアイテムは存在しており、近くに行くと虫メガネの吹き出しが表示されるようになっている。
ダンジョン内では、探知は使用できず、ジャンプが行われるようになっている。他にも閉じかけのシャッターなどの下を潜り抜けたりなどのアクションが存在している。
開発
要はショップ。実行するには本作でお金の代わりとなる「戦果」を消費する必要がある他、装備品の場合は素材を消費する場合がある。売るに相当する内容は「供出」という呼称となった。
似たようなシステムのオメガクインテットと比べるといくらか簡素になった他、消耗する素材・戦果の量は控えめ。
他にも同じように素材と戦果を消費して武器のスペックアップを行ったり外部パーツを取り付けたりする「改修」や任意の服の破損率を回復したり副そのものを強化したりしてダメージ軽減率を増加させる「補修/強化」が実行できる。
カスタム/装備
カスタムは武器となるT・C・Sに、装備はキャラそのものに、装備品を装着して強化する。どちらの装備品も重量が存在しており、これがキャラの積載量を超えると行動速度がダウンしてしまう。
カスタムはスコープ・バレット・マガジン・冷却器・動力のうち1つずつ4つの枠にパーツを装着することができる。
装備はシールド・スナイパーライフル・ランチャー枠がそれぞれとアサルトライフル・ショットガン・ガトリングガンのいずれかを装着できる銃器枠が存在している。銃器枠はデフォルト装備こそ決まっているが任意にタイプを変更可能。
アーツ(スキル)やコンボ(通常技)には該当する武器パーツを装備していないと実行できないものが多い。本作ではパーティから外れたキャラの装備は全て初期装備となるので特に注意が必要(初期状態ではランチャーとスナイパーライフルは未装備)。
ステータス
本作ではレベルアップではHP・AP以外のパラメータは上昇せず、獲得できる「BP」を消費して任意のパラメータを増加する形となる。レベルが高いほど獲得できるBPは増える。
キャラごとに得意とするパラメータは異なっており、苦手なものほど上昇させるのに必要なBPは多くなる。また、基本的に10上げるごとに必要となるBPは1ずつ増えていく。
コンボやアーツの習得はこのパラメータが規定値に到達したときに自動で行われる。次にそのパラメータを上げた時に何かしらを修得できる場合、右端に「S」のマークが表示される。
レベルアップで獲得できるBPの他にもクエストのクリアで獲得できるパーティ兼用のBPである「PP」も存在している。
また、ステータス画面では「アビリティ」の装備が可能。アビリティはレベルアップによって習得する能力で、命中率や各種成功率、被・与ダメージに補正を加えるなどの効果がある（HPの条件がある場合あり)。各キャラ4つまで装備可能。

### 戦闘
概要
フィールド上に存在するシンボルに接触もしくは攻撃することで戦闘に移行するシンボルエンカウント方式。なお、本作のシンボルアタックは射程が短いので的確に背後を取らないと失敗しやすい。
フィールド上の敵はレベル差がいくつであろうとキャラを認識すれば特定の行動パターンに従って接近を試みるが、R1ボタンで使用できる非売品「携行迷彩装置」で一定時間認識されなくなる。
本作はリアルタイムに行動順が進行するようになっており、この行動順のシステムを使いこなすか否かが本作の難易度を決めるといっても過言ではない。
攻撃には射程が決められており、部位攻撃などをする際はその部位に表示されているL・M・S表記の攻撃でなければ選択できない。
攻撃を当てたり受けたりするとTPというゲージが上昇し、後衛のサポート攻撃が発生しやすくなったりTPを消費して必殺技やオーバードライブなどを使用したりできる。TPは3までチャージできる。
リアルタイム行動
画面左側にバーが存在しており、ここに各キャラを示す顔アイコンが下から上に流れていくことでどのタイミングで誰が攻撃を行うかを把握することができる。
上から4割ほどの位置にマーカーが存在しており、ここにアイコンが到達することで行動選択ができる。
使用するアイテムやアーツ、通常攻撃にはレベルが設定されている。高いレベルの行動ほど行動選択マーカーからの位置が離れており、実行には時間がかかるようになっている。そのため、実行するまでに戦闘不能や状態異常などでその行動が実行できなくなる危険性が増す。また、選択された行動が終了すると倍速でアイコンが動くようになっているので、次に行動できるまでの時間も長くなるというデメリットがある。
敵のアイコンには識別のためのアルファベットの他に数字が表示されており、次の行動ではこの数字分だけ攻撃してくることを現す。
状態異常の継続時間は一律3ターンで、そのカウントはアイコンが最上部まで到達した時に減少するようになっている。
通常攻撃
事前に設定したLv.1～Lv.3のコンボのいずれかを任意の敵1体もしくは任意の部位に行う。ただし、攻撃対象に出来るのは射線軸上に敵がいない相手のみ。
通常攻撃の場合、実行中でもリアルタイムバーは進行するようになっているが、通常攻撃を行っているキャラと受けているキャラはその間だけ進行しない。そのため、単純に無消費攻撃である他にも自身の行動順を犠牲にして相手の行動を阻害する目的での運用が可能。攻撃の完遂にかかる時間も技によって長短があるため、それを踏まえたコンボ設定なども考えられる。
とりわけ敵が味方に接近して攻撃を行う場合、それによって射線が阻まれて他の敵を狙えなくなったり味方にアイテムを使えなくなったりする場合がある。
武器には「収束率」というものがあり、これが低いと狙った部位意外にもダメージが散ってしまうようになる。
チャージ
相手を弾き飛ばし、行動順を遅らせる。行動レベルは1なので、即座に発動する。失敗する場合もある。
敵も同じように行動順を遅らせる攻撃をしてくる場合があるが、その対象が行動選択して未実行のキャラだと行動選択マーカーよりも前に巻き戻される場合がある。この際にアーツの使用を選択していると、消費したAP・TPは戻ってこない。
必殺技/連携技
大量のAPを消費することで発動できる強力な技。必殺技は他のアーツ同様パラメータが規定値になることで、連携技はイベントを経ることで習得できる。
必殺技はTPを消費する必要があるが行動レベルが2なので比較的すぐ発動可能であるのに対し、連携技はTPこそ不要だが行動選択時に該当キャラ全員の行動順に間に敵がいない・行動レベルが4・SP消費は該当キャラ全員(必殺技に比べると個々の消費は低め)・途中で誰か行動不能になると不発、と制約が多い。また、威力も必殺技より低くなっている。
イグニッション/オーバードライブ
TPを消費することで発動できる特殊アクション。実行してもさらに行動を実行できるので、ゲージさえあれば一気にオーバードライブから必殺技を放つことも可能。使用中は疲労度が上昇する。
イグニッションはTPを1～3で任意に消費することができ、それによって状態異常無効・服装ダメージ無効・被ダメージ減少といった効果が付与される。
オーバードライブはイグニッション中にTPを1消費することで発動でき、キャラの能力を大幅に向上させることができる。
どちらの場合も、3回行動する・戦闘不能になる・疲労度がマックスになる、のいずれかで強制解除される。
実行によって増加した疲労度は治療室で一人半日(＋戦果)を消費して回復させなければならない。
ガードゲージ
敵にはHPの他にもガードゲージが設定されており攻撃を当てることでこのガードゲージも減少していく。減少したガードゲージは行動順アイコンが一番上に到達すると全回復する。
ガードゲージを全て削るとガードブレイクとなり、コンボの締めとなる「EXコンボ」やTPに比例した確率で後衛の援護攻撃「サイドアタック」、後衛の総攻撃「アディショナルアタック」が発動するようになる。アディショナルアタックは攻撃対象単体か全ての敵かを選択可能。
ガードブレイク状態でHPを0にすることでブレイクオーバーとなり、専用のアイテムが100％ドロップする。また、ブレイクオーバーは攻撃対象の部位を全て破壊した状態で倒した場合でも発生する。
狂暴化
敵はHPが少なくなったりなど敵ごとに設定された条件を満たしていると「狂暴化」が発生する。なお、凶暴化は複数回発生する。
狂暴化が発生するとその都度ステータスがアップし、自分に対して通常攻撃中のキャラの行動を全てキャンセルしてしまう。

### 面談
概要
中盤から終盤にかけて、キメラウィルスに感染してしまった「裏切者」を探し出すために行われる(裏切者はゲーム開始時に決定する)。なお、最初2回はチュートリアルのようなもので、本筋とは無関係。
面談を実行すると、ランダムで3つあるテーマ(1回目は固定、2回目は2つだが)がランダムで選択されるので、このテーマに対する受け答えで誰が嘘をついているかを割り出す。
5人の女性キャラにテーマに対する返答と他4人に対する情報を聞くことができる。他メンバーに関する質問を行える回数は親密度の総和に比例し、これが0になると5人全員に聞き終えていなくても面談を終了するしかなくなるので注意が必要。
裏切者は基本的に発言のいずれかに嘘が混じっており、限られた質問回数の中でその嘘を暴く情報を探り出す必要がある。嘘であると指摘するためには、それと反する情報を2つ挙げる必要がある(1つだけではどちらが嘘か判別できないため)。裏切者は常に一人であるため、2つ以上同じ内容が聞けた証言は真実である。
一度の面談で一度だけ、ケンゴに各キャラに対するいずれかの発言の裏付けを取ってもらうことができる。その対象が裏切者であった場合、「裏付けが取れない」という結果になるが、情報のどの部分が嘘であるかまでは知ることはできない。また、裏付けを嘘に対する証拠とすることはできない。
また、回によっては裏切者であっても嘘をつかない場合がある。この場合、「該当者なし」として報告することが正解となる。
正しく指摘できた場合、次の面談の終了時に獲得できるアイテムにボーナスがつく。
カナの調査
4回目からはカナに調査依頼を出すことで、各テーマにおいてそのキャラがどういった考えや行動だったのかを調べることができる。実行のチャンスは面談が終わったすぐ後くらいからで、一度実行すると修正は不可能。
ケンゴの裏付けと異なり、この情報を証拠として提示することは可能。もちろん、別にしなくても構わない。
最初は成功率は低く対象は一人だけであるが、累積の勲章獲得数に応じて対象人数・成功率を増やすことができる。

### その他
発売して最初のタイトルアップデートにてオプションに一之宮ルナのボイスのみをオンオフする機能が追加された。後にキャラ全員のオンオフも追加された。

## 登場人物
白峰 アサヒ（しらみね アサヒ）
声 - 浪川大輔
本作の主人公。ワルキューレの部隊長である明るい努力家。武器は刀。優しく人当たりもいいため、配属してさほど経ってない段階で女性メンバー全員に好意を持たれるようになっている。
ワルキューレ配属前、初陣でキメラを退治した功績から『最強のビギナーズラック』という異名を持った。オーバードライブ時でも人格分裂が起こらない稀有なタイプ。
なぜか、キメラウィルスの第一人者すら驚嘆するほど不自然にウィルスに感染しづらい。また、タイキとの初対面において、誰かに似ているらしいが詳細は不明。
八雲 アイ（やくも アイ）
声 - 三森すずこ
ワルキューレの兵長を務める、アサヒと同い年の少女。武器は大剣。個性的な隊員たちのまとめ役でもある。姉がいたが現在は状況不明。なお、司令官である篠原タイキとは幼馴染の関係で、姉とともに初恋の相手らしい（今は違うとのこと）。趣味は書道。
発露する別人格は、真面目で優しい「誠実」である平時に対し、悪い意味で思春期の女子校生らしい「奔放」な性格となる。アサヒに対しては、概ね反抗期の少女が父親に向けるものと同レベルの反応を見せる。ただ、一方で言葉で強く突っぱねることはあれど無理矢理追い出すような真似もせず、言葉の端々からは「素直でいい子なアイ」だけではなく「自分らしく振る舞うアイ」である自分を見てほしい様子が見受けられる。
一之宮 ルナ（いちのみや ルナ）
声 - 御伽ねこむ
ワルキューレの兵長にして、三大財閥の一つである一之宮家の令嬢。武器は槍。世間知らずではあるが、思いやりを持っている。また、お嬢様らしからぬ奔放な性格で、アマルと気が合う。ろくに家人以外の異性と接触した経験がないらしく、裸を見られそうになっても意に介さない。財閥の跡取り娘としての自覚と責任感はあるがどこまでもついて回る一之宮の名に思うところがあり、家柄とは関係なく「一之宮 ルナ」というただの個人を適正者として選んでくれたワルキューレシステムに対する信頼が非常に強い。
発露する別人格は、家のことなど鼻にかけない「中庸」である平時に対し、全てが自分の思い通りになると考えている「傲慢」な性格となる。アサヒに対しては、召使のような扱いを強いる。一方で、盲従するような振る舞いは好まず、むしろアサヒが抵抗することを望んでいる様子。
ちなみに、ACIDがある基地は「イチノミヤ」であるため、おそらく最大出資者は彼女の家と思われる。
発売後のタイトルアップデートで彼女のボイスのみオンオフ機能が追加された。
柊 ユエ（ひいらぎ ユエ）
声 - 橘田いずみ
ワルキューレの伍長。武器は旋棍。現在までに5回転属をしてきたためか真面目な軍人気質で、忠誠心のあまりアサヒに対しても強い態度に出てしまう。照れるとマフラーで口元を隠す癖がある。銃器マニアである他、かわいいもの好きでご当地ゆるキャラなどにも目がない。真面目であるがゆえに、訓練と実戦とで成果に乖離があるアサヒの銃の腕前に納得できなかったりする。
発露する別人格は、己を厳しく律する「峻厳」である平時に対し、命令がなければ己を保てず命令がされれば何でも言うことを聞いてしまう「盲従」な性格となる（脱げと命じれば多少の逡巡はあるが本当に脱ぐ)。アサヒに対しては、自分に命令できる相手として強烈に依存している。
アマル・フランソン
声 - 新田恵海
ワルキューレの兵長。クーの双子の姉だが、自身は男だと言い張っており、男装もしている。武器は拳。天真爛漫で遊び好きな性格。兄の存在に憧れており、アサヒのことをメンバーの中で唯一「隊長」ではなく「おにーさん」と呼ぶ。父親は軍の上層部で、娘たちが軍にいることを快く思ってはおらず職権乱用してまでワルキューレ隊から引き抜こうとしている。その態度は極めて強硬であるが、娘たちに愛情がない訳ではない。
発露する別人格は、誰とでも明るく接する「爛漫」である平時に対し、アサヒに強い愛情を抱き自分以外と話すことを許さない「偏愛」な性格となる。アサヒに対しては、ひたすら自分を見るように求める。
クー・フランソン
声 - 大橋彩香
ワルキューレの兵長。すさまじい記憶力を持っており、脳内データベースを活用してデータ解析を主とする。武器は鎌。双子の姉であるアマルとは正反対に引っ込み思案。異性に抵抗感を抱いていたが、次第にアサヒらに心を開く。アマルの男装や彼女の男性恐怖は、父親の言動に由来する。父親に対しては諦観して極力拘わらないようにしていたが、愛情は確かにあったということを知った際は嬉しそうにしている。
発露する別人格は、控えめであるが言う時は言う「謙虚」である平時に対し、遠慮なく全てを見下す発言を繰り返す「横柄」な性格となる。アサヒに対しては、無能扱いをして拒絶気味。ただし、アイ同様何だかんだで指示には従う。
風見 ナオユキ（かざみ ナオユキ）
声 - 三木眞一郎
ワルキューレの伍長。女好きで軽薄な性格に見えるが、それなりに真面目な面もある。武器は斧。ケンゴとはとある因縁がある。
篠原 ケンゴ（しのはら ケンゴ）
声 - 野村勝人
ワルキューレの兵長にして、三大財閥の一つである篠原家の跡取り。しかし、「自分にやれることをする」と考えた結果、部隊では洗濯担当。嫌々やっている訳ではなく、やりがいを持って臨んでいる様子。
父親のことは、恋人と駆け落ちしてでも添い遂げようとせずに自分の母親と結婚したことで軽蔑の目を向けており、お飾り当主と評している。
武器は槌。あからさまに近接武器なようで、実は射撃向けの武器。本人も射撃は苦手というがパラメータ適性は射撃よりである。
葉月 カナ（はづき カナ）
声 - 佐藤依莉子
ワルキューレの上等兵。補充要員だが、現在は不要なため料理担当。彼女の作る抹茶プリンは士気に影響するレベル。後に、諸事情で正式にワルキューレ隊の前線メンバーとなる。
武器は盾。4枚の刃がついており、近距離攻撃時は手裏剣状に刃を寝かせ、遠距離攻撃時は錨のように刃を立てる、という変形をする。
篠原 タイキ（しのはら タイキ）
声 - 天神英貴
ワルキューレの少将。ケンゴの家とは分家の関係。
小長谷 ミヤコ（おさたに ミヤコ）
声 - 田中敦子
ワルキューレの中佐。厳しくきつい性格に見えるが、それは隊員を思いやってのことである。年齢の話題はタブーの様子。
T・C・Sは使えないようで前線に出ることはないが、その実力は現行兵器で多数のキメラを駆逐できるなど「規格外」と評されるレベル。
DLCにより、戦闘に参加する。武器は刀で、アサヒのT・C・Sのプロトタイプ。 必殺技では、瞬間移動のごとき高速移動で敵を切り刻むなど、上記の通り出鱈目な戦闘力を見せる。
ソル / 八雲 ヨウコ（やくも ヨウコ）
声 - 白兎夕季
敵対組織「クオ・ヴァディス」のメンバー。妖艶な雰囲気と丁寧口調が特徴。正体はアイの姉である。
シエロ / 鷹司 セイシ（たかつかさ セイシ）
声 - 杉山紀彰
ソルの仲間。ナルシストな性格で、妙に芝居がかった言動を繰り返す。正体はユエの教官である。
篠原 ソウゴ（しのはら ソウゴ）
声 - 岡本亮
アベル
かつて最初期のクオ・ヴァディスに所属していた新型キメラの男性。本編には一切かかわらず、サブイベントで入手できる資料で知ることができる。
詳細は不明だが、離反して姿を消した。

## 用語
キメラウィルス
隕石によってもたらされた特異なウィルス。感染経路は飛沫感染で、Y染色体に反応する性質があるため男性の罹患率が圧倒的に高い。感染例は動物だけのようである。
その特徴は、感染した生物をキメラと呼ばれる異形のモンスターへと変容させるというもの。さらには「キメラ」という呼称の由来は変異するキメラは感染源である生物の特徴を引き継ぐため。
潜伏期間があり、この間は感染しているかどうかの判定が不可能。現在の所治療方法はなく、キメラ化してしまうともはや殺す以外に道はない。
キメラ
ウィルスによって変容した動物たち。キメラウィルスに感染するのは動物のみであるが、何故か昆虫型・植物型・物質型のキメラが存在する(端的にいうとデザインはオメガクインテットのモンスターと概ね同じ)。
キメラ化した生物は知能・身体能力が極めて向上する一方、理性と生殖能力が失われてしまう。人間の場合、感染者は心理学でいう「シャドウ」とでもいうべき別人格が発露するようになることが多い。
T・C・S
ワルキューレ隊に実験的に配備された新型兵器。ワルキューレシステムと呼ばれる制御システムが組み込まれており、使用には適性が必要。
イラストなどでは機械的ながら普通の武器であるが、実際はスナイパーライフルなどの銃器やミサイルランチャーを内蔵した統合兵装。身の丈どころか体積レベルで人間よりも大きい。
様々な回収と外部パーツの装着によって性能が変化するようになっており、とりわけ銃器はスナイパーライフル以外にもアサルトライフル・ショットガン・ガトリングガンのいずれかを任意で装着可能。
現行兵器を遥かに上回る強力な兵器であるが、継続的に使用すると精神に作用してキメラウィルスのそれに似た人格分裂を引き起こすという欠点がある。
切り札として限界を突破した力を発揮する「オーバードライブ」という機能を有しているが、使用すると人格分裂を一気に加速させてしまう。
ワルキューレ隊
T・C・S運用のために発足された新造部隊。その為、メンバーは全員T・C・S適性を有する。
軍部肝いりの部隊であるためか継続使用の危険性の問題か、任務以外は自由だったりなどかなり優遇されており、通常部隊の兵士からはあまりよくない目で見られることがある。
クオ・ヴァディス
キメラ化を進化と捉える組織。発症しても自我が失われず任意の変容が可能な新型ウィルスを開発・感染しており、その戦闘能力はかなり高い。ただし、理性や良心といった面は麻痺気味。
様々な場所に現れてはワルキューレ隊に強力なキメラをけしかけてくる。一方で、時に手を抜いているかのように半端に逃げ出すことが多数とその行動は不審な所が多い。

## 主題歌
オープニングテーマ「Duality」
作詞・歌：佐咲紗花、作曲・編曲：AstroNoteS
エンディングテーマ「Reworld」
作詞・歌：佐咲紗花、作曲・編曲：KOHTA YAMAMOTO